# Рагозино (Татарстан)
Рагозино — село в Мамадышском районе Татарстана. Входит в состав Омарского сельского поселения.

## География
Находится в центральной части Татарстана на расстоянии приблизительно 18 км на юг-юго-запад по прямой от районного центра города Мамадыш у речки Пакшинка.

## История
Основано во второй половине XVII века.

## Население
Постоянных жителей было: в 1782—174 души мужского пола в 1859—597, в 1897—786, в 1908—1006, в 1920—940, в 1926—1050, в 1938—934, в 1949—455, в 1958—411, в 1970—373, в 1979—307, в 1989—378, в 2002 году 255 (русские 89 %), в 2010 году 152.